# Lista siturilor arheologice din județul Prahova - F
Lista siturilor arheologice din județul Prahova - F conține toate siturile arheologice din județul Prahova înscrise în Repertoriul Arheologic Național (RAN) și aflate în localități al căror nume începe cu litera F. RAN este administrat de Ministerul Culturii și Patrimoniului Național și cuprinde date științifice, cartografice, topografice, imagini și planuri, precum și orice alte informații privitoare la zonele cu potențial arheologic, studiate sau nu, încă existente sau dispărute.
Puteți căuta un sit din localitățile care încep cu litera F folosind formularul de mai jos sau puteți naviga prin toate siturile din județ la Lista siturilor arheologice din județul Prahova.
| Cod RAN                                   | Denumire | Localitate                                        | Adresă                           | Datare                                         | Descoperit | Coordonate                                    | Imagine           | Erori            |
| ----------------------------------------- | --- | ------------------------------------------------- | -------------------------------- | ---------------------------------------------- | ---------- | --------------------------------------------- | ----------------- | ---------------- |
| 132949.01.01 (Cod LMI: PH-I-s-B-16175)    | Cetatea Latene de la Făget - "La Cetățuie" / ansamblu anonim (Categorie: locuire) (Tip: Cetate)                                                                     | sat Făget, comuna Drajna                          | La Cetățuie                      | geto-dacică                                    |            | 45°16′14″N 26°02′08″E / 45.27056°N 26.03555°E | Încărcați imagine | Raportați eroare |
| 133287.01.01 (Cod LMI: PH-I-s-B-16176)    | Așezarea din epoca bronzului timpuriu de la Fântânele / ansamblu anonim (Categorie: locuire civilă) (Tip: Așezare)                                                  | sat Fântânele, comuna Fântânele                   |                                  | Horodiștea - Foltești                          |            |                                               | Încărcați imagine | Raportați eroare |
| 133287.01.02 (Cod LMI: PH-I-s-B-16176)    | Așezarea din epoca bronzului timpuriu de la Fântânele / ansamblu anonim (Categorie: locuire civilă) (Tip: Așezare)                                                  | sat Fântânele, comuna Fântânele                   |                                  | Glina                                          |            |                                               | Încărcați imagine | Raportați eroare |
| 133287.02.01 (Cod LMI: PH-I-m-B-16177.03) | Situl arheologic de la Fântânele - "Pe Vâlcele" / ansamblu anonim (Categorie: locuire civilă) (Tip: Așezare)                                                        | sat Fântânele, comuna Fântânele                   | Pe Vâlcele                       | Starčevo - Criș                                |            |                                               | Încărcați imagine | Raportați eroare |
| 133287.02.02 (Cod LMI: PH-I-m-B-16177.03) | Situl arheologic de la Fântânele - "Pe Vâlcele" / ansamblu anonim (Categorie: locuire civilă) (Tip: Așezare)                                                        | sat Fântânele, comuna Fântânele                   | Pe Vâlcele                       | Boian                                          |            |                                               | Încărcați imagine | Raportați eroare |
| 133287.02.04 (Cod LMI: PH-I-m-B-16177.01) | Situl arheologic de la Fântânele - "Pe Vâlcele" / ansamblu anonim (Categorie: locuire civilă) (Tip: Așezare)                                                        | sat Fântânele, comuna Fântânele                   | Pe Vâlcele                       |                                                |            |                                               | Încărcați imagine | Raportați eroare |
| 133287.03.01 (Cod LMI: PH-I-m-B-16177.03) | Așezarea medievală de la Fântânele - "În cimitir" / ansamblu anonim (Categorie: locuire civilă) (Tip: Așezare)                                                      | sat Fântânele, comuna Fântânele                   | În cimitir                       | sec. IX - XI                                   |            |                                               | Încărcați imagine | Raportați eroare |
| 131425.01.01 (Cod LMI: PH-I-m-B-16178.03) | Situl arheologic de la Fefelei - "La crucile de la podul de ciment" / ansamblu anonim (Categorie: locuire civilă) (Tip: Așezare)                                    | localitate componentă Fefelei, oraș Mizil         | La crucile de la podul de ciment |                                                |            | 45°00′36″N 26°26′34″E / 45.01°N 26.44278°E    | Încărcați imagine | Raportați eroare |
| 131425.01.02 (Cod LMI: PH-I-m-B-16178.02) | Situl arheologic de la Fefelei - "La crucile de la podul de ciment" / ansamblu anonim (Categorie: locuire civilă) (Tip: Așezare)                                    | localitate componentă Fefelei, oraș Mizil         | La crucile de la podul de ciment | sec. IV - V                                    |            | 45°00′36″N 26°26′34″E / 45.01°N 26.44278°E    | Încărcați imagine | Raportați eroare |
| 131425.01.03 (Cod LMI: PH-I-m-B-16178.01) | Situl arheologic de la Fefelei - "La crucile de la podul de ciment" / ansamblu anonim (Categorie: locuire civilă) (Tip: Așezare)                                    | localitate componentă Fefelei, oraș Mizil         | La crucile de la podul de ciment | sec. IX-X                                      |            | 45°00′36″N 26°26′34″E / 45.01°N 26.44278°E    | Încărcați imagine | Raportați eroare |
| 133223.01.01 (Cod LMI: PH-II-m-A-16487)   | Palatul postelnicului Constantin Cantacuzino de la Filipeștii de Târg / ansamblu Palatul postelnicului Constantin Cantacuzino (Categorie: construcție) (Tip: Palat) | sat Filipeștii de Târg, comuna Filipeștii de Târg | 665 bis                          | 1633 (35) - 1641(53)                           |            | 44°59′N 25°47′E / 44.98°N 25.78°E             | Încărcați imagine | Raportați eroare |
| 133401.01.01                              | Tumulul de la Fulga 1 / ansamblu anonim (Categorie: descoperire funerară) (Tip: Tumul)                                                                              | sat Fulga de Jos, comuna Fulga                    |                                  |                                                | 2010       | 44°52′58″N 26°24′37″E / 44.88278°N 26.41028°E | Încărcați imagine | Raportați eroare |
| 133401.02.01                              | Tumulul de la Fulga 2 / ansamblu anonim (Categorie: descoperire funerară) (Tip: Tumul)                                                                              | sat Fulga de Jos, comuna Fulga                    |                                  |                                                | 2010       | 44°52′56″N 26°24′45″E / 44.88222°N 26.4125°E  | Încărcați imagine | Raportați eroare |
| 133401.03.01                              | Tumulul de la Fulga 3 / ansamblu anonim (Categorie: descoperire funerară) (Tip: Tumul)                                                                              | sat Fulga de Jos, comuna Fulga                    |                                  |                                                | 2010       | 44°52′37″N 26°25′13″E / 44.87695°N 26.42028°E | Încărcați imagine | Raportați eroare |
| 133401.04.01                              | Așezarea Sântana de Mureș de la Fulga de Jos / ansamblu anonim (Categorie: locuire) (Tip: așezare)                                                                  | sat Fulga de Jos, comuna Fulga                    |                                  | Sântana de Mureș - Cerneahov sec. III-IV d.Hr. | 2010       | 44°52′56″N 26°25′37″E / 44.88222°N 26.42694°E | Încărcați imagine | Raportați eroare |
| 133401.04.02                              | Așezarea Sântana de Mureș de la Fulga de Jos / ansamblu anonim (Categorie: locuire) (Tip: Tumul)                                                                    | sat Fulga de Jos, comuna Fulga                    |                                  |                                                | 2010       | 44°52′56″N 26°25′37″E / 44.88222°N 26.42694°E | Încărcați imagine | Raportați eroare |
| 133401.05.01                              | Tumulul de la Fulga - Movila Muscalului / ansamblu anonim (Categorie: descoperire funerară) (Tip: Tumul)                                                            | sat Fulga de Jos, comuna Fulga                    | Movila Muscalului                |                                                | 2010       | 44°53′06″N 26°28′50″E / 44.885°N 26.48056°E   | Încărcați imagine | Raportați eroare |
| 133401.06.01                              | Tumulul de la Fulga de Sus - Boiereasca / ansamblu anonim (Categorie: descoperire funerară) (Tip: Tumul)                                                            | sat Fulga de Sus, comuna Fulga                    | Boiereasca                       |                                                | 2010       | 44°54′19″N 26°28′29″E / 44.90528°N 26.47472°E | Încărcați imagine | Raportați eroare |
| 133410.02.01                              | Tumulul de la Fulga de Sus - La CAP / ansamblu anonim (Categorie: descoperire funerară) (Tip: Tumul)                                                                | sat Fulga de Sus, comuna Fulga                    | La CAP                           |                                                | 2010       | 44°54′03″N 26°27′26″E / 44.90083°N 26.45722°E | Încărcați imagine | Raportați eroare |
| 133410.03.01                              | Tumulul de la Fulga de Sus - Movila Negraru / ansamblu anonim (Categorie: descoperire funerară) (Tip: Tumul)                                                        | sat Fulga de Sus, comuna Fulga                    | Movila Negraru                   |                                                | 2010       | 44°55′18″N 26°27′04″E / 44.92167°N 26.45111°E | Încărcați imagine | Raportați eroare |
| 133410.04.01                              | Tumulul de la Fulga de Sus / ansamblu anonim (Categorie: descoperire funerară) (Tip: Tumul)                                                                         | sat Fulga de Sus, comuna Fulga                    |                                  |                                                | 2010       | 44°55′29″N 26°26′59″E / 44.92472°N 26.44972°E | Încărcați imagine | Raportați eroare |